# Mesodorylaimus aestaurii
Mesodorylaimus aestaurii är en rundmaskart. Mesodorylaimus aestaurii ingår i släktet Mesodorylaimus och familjen Dorylaimidae. Inga underarter finns listade i Catalogue of Life.